# Coulez mes larmes, dit le policier
Flow My Tears, the Policeman Said
Coulez mes larmes, dit le policier (titre original : Flow My Tears, the Policeman Said) est un roman américain de science-fiction dystopique écrit par Philip K. Dick, publié en 1970. Le titre original est inspiré de la chanson  Flow my tears de John Dowland,.
Ce livre est sorti pour la première fois en France en 1975 sous le titre Le Prisme du néant, dans la collection Le Masque Science-fiction. Dans la préface de l'édition Robert Laffont de 1984, Gérard Klein indique que cette traduction de 1975 était coupée et malmenée. Les éditions de la collection Ailleurs et Demain et suivantes en proposent la version intégrale.
Ce roman a obtenu le prix John-Wood-Campbell Memorial 1975.

## Résumé
Jason Taverner, célébrité mondialement connue, du jour au lendemain, n'est plus reconnu par personne. Toute trace de son existence ou de son émission de télévision a disparu, il semble n'avoir jamais existé. L'histoire se déroule dans une société américaine contemporaine, mais dans un univers parallèle où les États-Unis sont une dictature. Jason Taverner est un Six, un humain génétiquement amélioré, qui doit échapper à la police omniprésente : sans papiers, il risque à tout instant d'être envoyé en camp de travail.

## Éditions françaises
- Sous le titre « Le Prisme du néant », Librairie des Champs-Élysées, coll. « Le Masque Science Fiction » no 22, 1975, trad. Michel Deutsch  (ISBN 2-7024-0344-1) ;
- Robert Laffont, coll. « Ailleurs et Demain/Classiques » no 22, 1985, trad. Michel Deutsch révisée par Isabelle Delord  (ISBN 2-221-04246-8) ;
- J'ai lu, coll. « SF » no 2451, 1988, trad. Michel Deutsch révisée par Isabelle Delord  (ISBN 2-277-22451-0) ;
- Dans Aurore sur un jardin de Palmes, Presses de la Cité, Omnibus, 1994, trad. Michel Deutsch révisée par Isabelle Delord  (ISBN 2-258-03698-4) ;
- 10/18, coll. « Domaine étranger » no 3475, 2002, trad. Michel Deutsch révisée par Isabelle Delord  (ISBN 2-264-03003-8) ;
- J'ai lu, coll. « Nouveaux Millénaires » no 27, 2013, trad. Gilles Goullet  (ISBN 978-2-290-03549-8) ;
- J'ai lu, coll. « Littérature générale » no 2451, 2015, trad. Gilles Goullet  (ISBN 978-2-290-03388-3).

## Adaptation
Les producteurs Victor Kubicek et Derek Anderson avaient acquis les droits en 2007 et prévoyaient une adaptation cinématographique sous le titre « Tears ». Cette adaptation n'a jamais vu le jour à cause de la faillite de la compagnie de Victor Kubicek et Derek Anderson, « The Halcyon Company ».